# Imperial Theater
Imperial Theater är en av New Yorks mest kända teatrar. Den ligger nära Times Square på 42:a gatan, ett halvt kvarter ifrån Broadway. Teatern uppfördes 1923 av The Shubert Organisation, som fortfarande äger den. Den tar som mest in 1 650 besökare.
Imperial Theater har hyst urpremiärer av många av kända musikaler, så som One Touch of Venus, Annie Get Your Gun och Spelman på taket. Åren 1990–2003 gavs den andra amerikanska versionen av Les Miserables, i en rekordlång spelperiod på tretton år.